# さいたま市民会館いわつき
さいたま市民会館いわつき（さいたましみんかいかんいわつき）は、埼玉県さいたま市岩槻区太田三丁目にある多目的ホール。岩槻城址公園内にある。

## 概要
1969年3月に岩槻市立福祉会館（愛称はイグレッタ）として完成し、さいたま市編入まで主に岩槻市民の文化の憩いの場と使用されていた。ホールは622席収容で、ほかに結婚式場、会議室などがある。館内の『レストラン大手門』は、豆腐ラーメン発祥の店として知られている。